# Akçakale

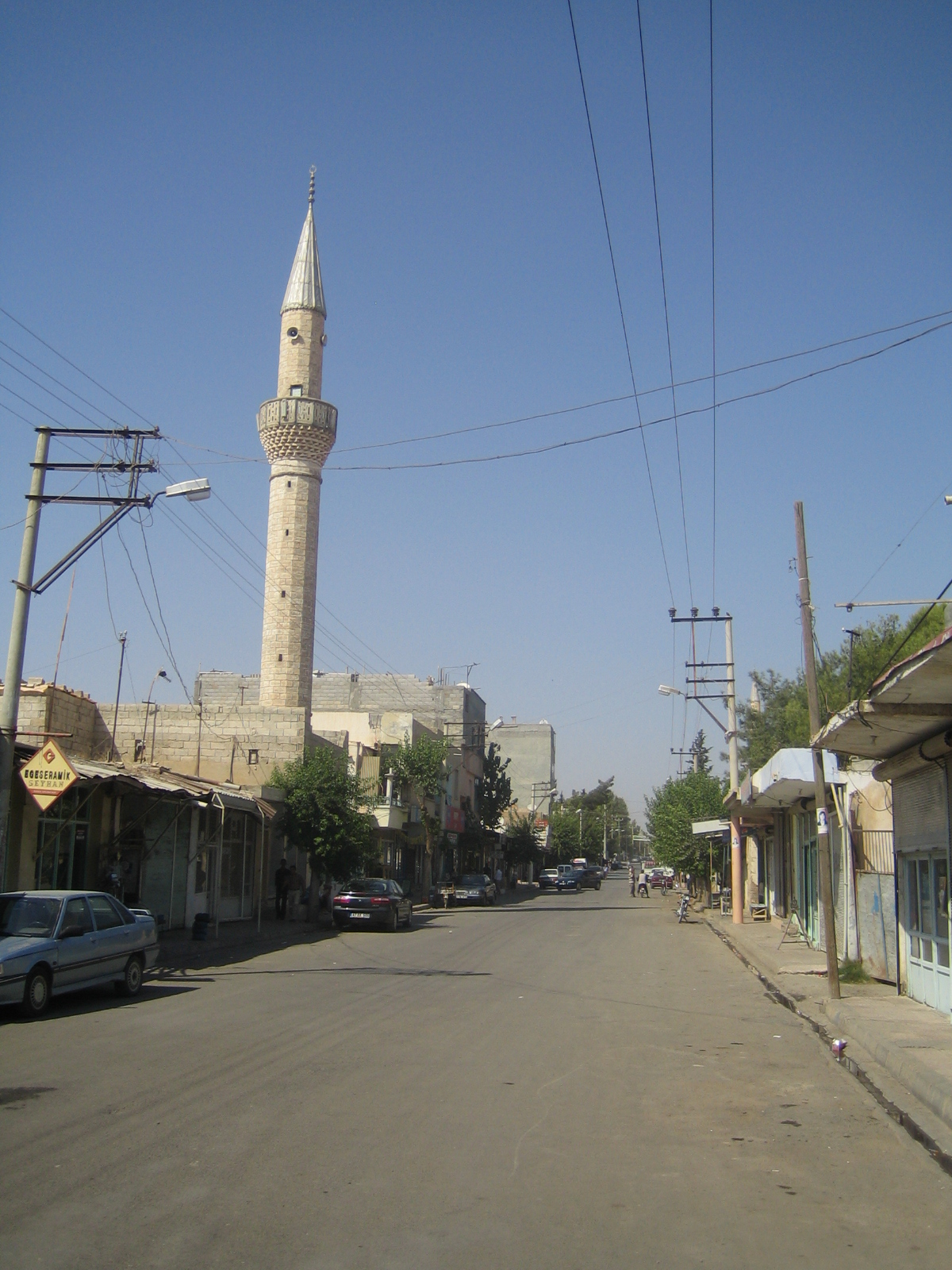
O stradă din Akçakale

Akçakale este un oraș din Turcia.